# Crotalus aquilus
Crotalus aquilus este o specie de șerpi din genul Crotalus, familia Viperidae, descrisă de Laurence Monroe Klauber în anul 1952. A fost clasificată de IUCN ca specie cu risc scăzut. Conform Catalogue of Life specia Crotalus aquilus nu are subspecii cunoscute.